# Gobisaurus
Gobisaurus var ett släkte av ankylosaurider som levde under krita för cirka 121-99 miljoner år sedan.
De var stora ankylosaurider med en skalle omkring 46 centimeter i längd och 45 centimeter i diameter. Namnet betyder "Gobi (öken) ödla," med hänvisning till dess upptäckt av den sino-sovjetiska expeditionen (1959-1960) i Gobiöknen.
- Längd: 8 m
- Höjd: 2,5 m
- Vikt: 3 ton
- Diet: växtätare
- Plats: Asien